# Pike megye (Missouri)
Pike megye az Amerikai Egyesült Államokban, azon belül Missouri államban található. Megyeszékhelye és legnagyobb városa Bowling Green. Lakosainak száma 17 587 fő (2020. április 1.). Pike megye Pike, Lincoln, Ralls, Calhoun, Montgomery és Audrain megyékkel határos.

## Népesség
A megye népességének változása:
| Lakosok száma | 18 486 | 18 648 | 18 547 | 18 669 | 18 348 | 17 587 |
|               | 2010   | 2011   | 2012   | 2013   | 2015   | 2020   |